# Axel Wenner-Gren
Axel Leonard Wenner-Gren (ursprungligen Wennergren), född 5 juni 1881 i Uddevalla, död 25 november 1961 i Stockholm, var en svensk företagsledare och finansman. Han var verkställande direktör i Electrolux 1920–1925 och styrelseordförande 1926–1939. Under många år var han majoritetsägare i Svenska Cellulosa AB och största aktieägare i Bofors. Han utnämndes till medicine hedersdoktor vid  Uppsala universitet 1954 och promoverades 1957 till teknologie hedersdoktor vid Chalmers tekniska högskola.

## Biografi
Axel Wenner-Gren var son till lantbrukaren Leonard Wennergren (1831-1917) och hans fru Alice, född Albin (1857-1919), i Uddevalla och växte upp på gården Urhagen. Fadern drev gården framgångsrikt och exporterade även trä till England vilket skapade en förmögenhet.  Efter studier vid Uddevalla Högre Allmänna Läroverk reste han till Göteborg 1897 för att praktisera på ett kontor. Han studerade sedan vid universitetet i Greifswald och från 1902 studerade han i Berliner Handelsakademie i Tyskland och efter examen stannade han kvar som försäljare åt Alfa Laval. Han reste runt i hela Europa och sålde separatorer tills han en dag hamnade framför ett skyltfönster i Wien och såg det nya amerikanska underverket – en dammsugare. Han blev nu representant för dammsugare i det amerikanska företaget. Wenner-Grens uppgång kom när han insåg dammsugarens möjligheter även på den svenska marknaden och 1917 köpte han firman Lux som sålde belysning och grundade Electrolux. För produktion av hushållsapparater i stor skala bildades 1919 AB Elektrolux med Wenner-Gren som huvudägare fram till 1956, då han sålde sin andel till Wallenbergsfären. Under Wenner-Grens ledning utvecklades Electrolux till landets ledande företag med tillverkning av dammsugare och kylskåp. Senare kom Wenner-Gren att bredda sitt industriella ägande inom andra områden, dessutom finansierade han tidningen Nya Dagligt Allehanda, chefredaktör var då Harald André.
I hoppet att samla en krigshotad värld till förnuft skrev han boken Vädjan till envar som utgavs 1937. Han finansierade tidskriften Svensk Ungdom som var organ för föreningen med samma namn och som vid tiden 1937-38 genom redaktören Gunnar Unger propaganderade mot parlamentarisk demokrati och förespråkade "nationell radikalism".
Genom sina tyska kontakter träffade han Hermann Göring och innan andra världskrigets utbrott försökte han inleda ett fredsprojekt och skapa en dialog mellan Göring och den brittiska premiärministern Neville Chamberlain, likaså andra statsmän var involverade. Som en del av detta fick han 1936 besöka USA:s president Franklin D. Roosevelt. USA såg dock med skepsis på hans fredsarbete och han fick en gedigen dossier hos den amerikanska underrättelsetjänsten. Anledningen var bland annat att en affär mellan Bofors och tyska Kruppkoncernen väckte misstankar om spioneri. Wenner-Gren hade agerat bulvan åt familjen Krupp som delägare i Bofors. Han svartlistades fram till 1946 i USA och Storbritannien varmed alla hans ekonomiska tillgångar blev frysta. Han uppskattades ha en förmögenhet på 100 miljoner dollar 1938.
I samband med krigsutbrottet lämnade han och hustrun Sverige för en världsomsegling med deras lustjakt Southern Cross. I samband med detta gjordes expeditioner i Bortre Orienten och Sydamerika. Wenner-Gren träffade Paul Fejos vilket resulterade i Wenner-Gren expeditionen. Därefter vistades de sedan i sin bungalow på Bahamas, men när de blev förvisade 1942 efter Storbritanniens svartlistning flyttade de till Mexico. De återvände inte till Sverige förrän kriget var slut. De kommande åren kom Wenner-Gren att investera stora summor i olika projekt där han inte tjänande några pengar.
Efter kriget utvecklade han ett intresse för ett enspårigt järnvägssystem som fick namnet Alweg efter hans egna initialer. Han satsade pengar i flera misslyckade projekt som energisystemet Wegerator, flygmotorn Mawen och datamaskinen Alwac. Mest omfattande var dock hans allra sista projekt i British Columbia. Där i den kanadensiska provinsen med stora, orörda naturområden skulle världens största kraftverk anläggas för en halv miljard dollar i kostnad, förutom alla järnvägar och industrier. Projektet skulle även innebära att en sjättedel av British Columbia upptogs. Projektet lades ner efter politiska strider men de stiftelser som Wenner-Gren skapat kom fortsatt att satsa pengar i området.

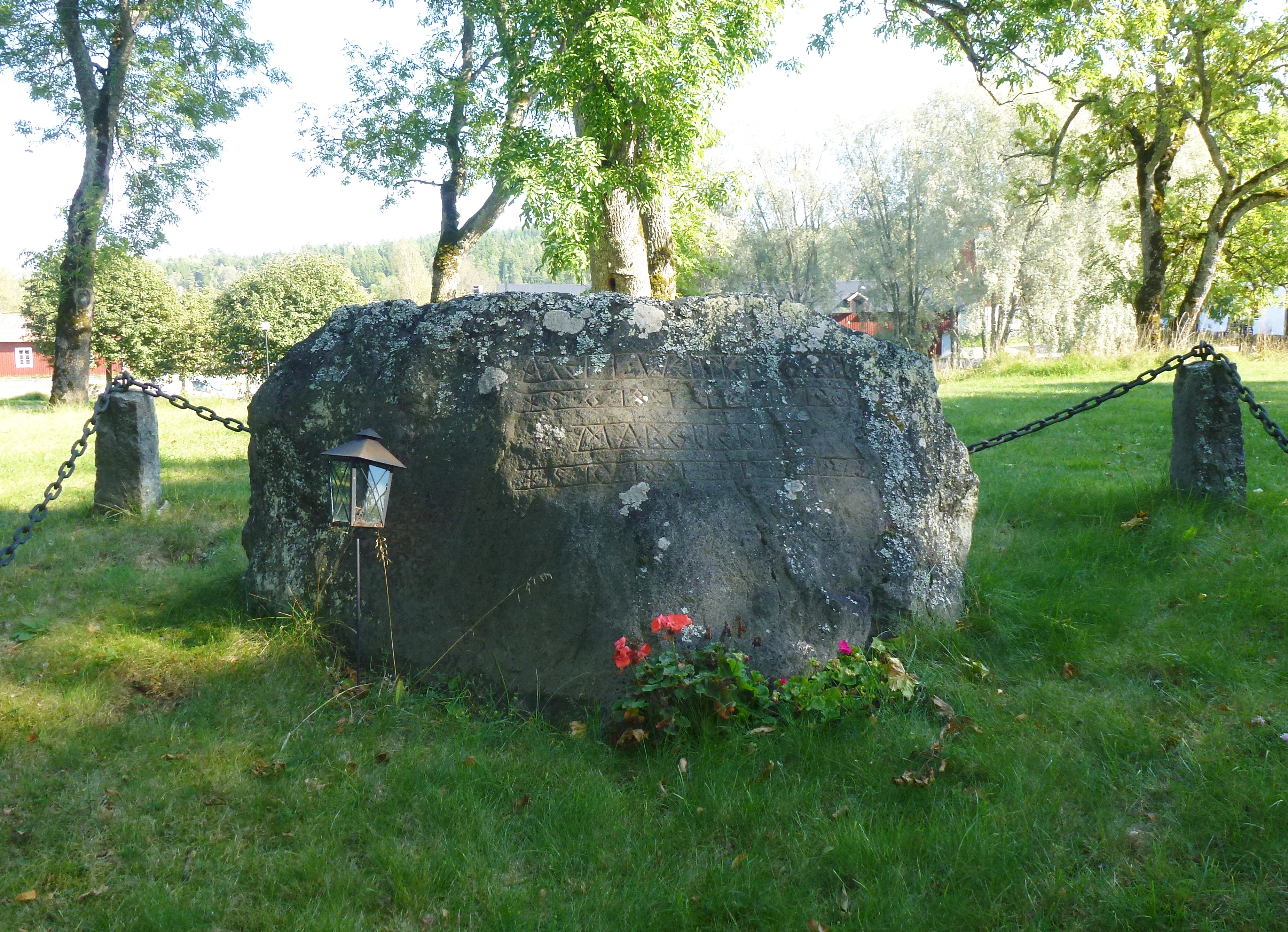
Axel och Marguerite Wennergrens gemensamma grav på Häringe slott.

Axel Wenner-Grens ekonomi blev allt mer ansträngd, och 1956 sålde han sitt ägande i Elektrolux till Wallenbergsfären. Stora summor kom även att förloras på satsningar på datorer. 1957 överlät Wenner-Grens holdingbolag Fulcrum genom Birger Strid, en av Wenner-Grens förtrogna, Svenska Reläfabriken och Eksjöverken till Bo Nyman som skapade ABN-bolagen. En fabrik uppfördes i Bollmora i Tyresö men verksamheten var inte konkurrenskraftig och datorer kom att skänkas bort till universitet i Norden och var redan då föråldrade. 1961 köpte Strid tillbaka ABN-bolagen av Nyman men bolaget gick bankrutt. ABN-bolagen startade även representation i New York 1961 men redan samma år lades kontoret ned.
Hans sista offentliga framträdande var begravningen av Dag Hammarskjöld i september samma år. Axel Wenner-Gren avled efter en tids sjukdom i cancer den 24 november 1961 på Röda korsets sjukhem i Stockholm. När bouppteckningen blev klar visade det sig att dödsboet var konkursmässigt. Efter Axel Wenner-Grens död sålde förvaltaren Birger Strid ut allt lösöre och Häringe övertogs av Stockholm stad. Strid kom 1975 att dömas till fängelse för trolöshet mot huvudman och bedrägeri sedan 40 miljoner försvunnit från Wenner-Gren-stiftelserna.

### Donator
Wenner-Gren donerade stora summor till olika kulturella och vetenskapliga ändamål, som exempel donerade han pengar till bildandet av Wenner-Grens institut, Wenner-Grenska Samfundet och Wenner-Gren Foundation for Anthropological Research. I Stockholm har hans minne mest blivit stadfästat vid norra änden av Sveavägen, där höghuset Wenner-Gren Center står med en donation på åtta miljoner kronor. Pengarna ska Wenner-Gren ha lånat av sin vän Alfried Krupp von Bohlen und Halbach.

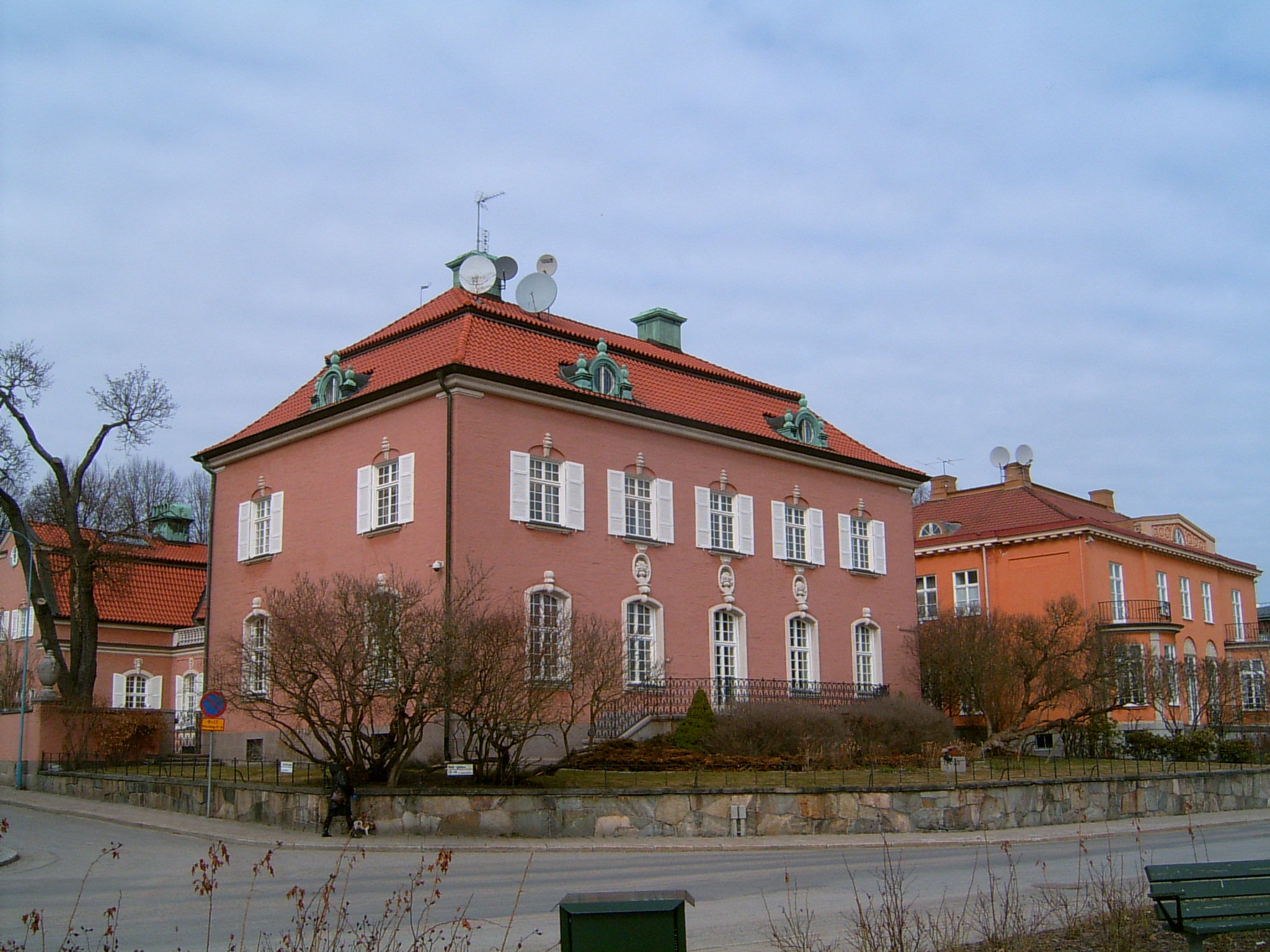
Wennergrenska palatset 2010.

### Privatliv
Han gifte sig 1909 i London med den amerikanska operasångerskan Marguerite Gauntier. De bosatte sig i Sverige men hade även andra bostäder runt om i världen, däribland en våning i Paris. Paret Wenner-Gren bodde från 1924 i Tillbergska villan på Laboratoriegatan 10 i Diplomatstaden, Stockholm, senare även kallad Wennergrenska palatset. De var även ägare av Van der Nootska palatset på Söder i Stockholm och de övertog Häringe slott i Västerhaninge socken efter Torsten Kreuger och från 1942 var de dessutom bosatta i Mexico City för att där utvidga sina intressen. I deras fyra fasta och lyxbetonade bostäder ingick också hemmet Shangri-La i Nassau på Bahamaöarna. Paret hade inga barn.
Hustrun Marguerite Wenner-Gren avled 12 augusti 1973 i sviterna av en lunginflammation på sin ranch i Mexiko, fullständigt utblottad. Hon och maken ligger begravda under ett stenblock på kullen framför Häringe slotts östra flygel, där inhuggna namn och data markerar graven. Intill står runsten Sö 239.

## Utmärkelser
- Kommendör med stora korset av Vasaorden, 23 november 1955.[18]